# Région des Lagunes
Pour les articles homonymes, voir Lagunes (homonymie).
La région des Lagunes est une ancienne division administrative de Côte d'Ivoire située au sud du pays. Depuis 2011, elle a été démembrée : le département d'Abidjan est devenu district autonome, tandis que le reste de la région a fusionné avec une partie de l'ancienne région de l'Agnéby pour former le nouveau district des Lagunes.
Elle avait pour chef-lieu la capitale économique Abidjan.
Cette région était peuplée en majorité par les ethnies côtières (Ébriés, Attiés, Adioukrous). La région des Lagunes comptait à elle seule 34 % de la population nationale.

## Anciennes subdivisions de la Région

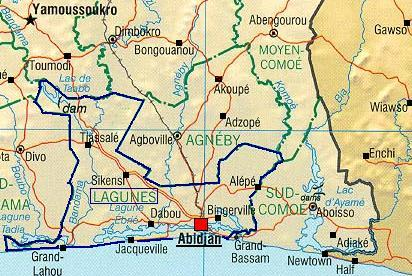
Abidjan dans la Région des Lagunes.

La région des Lagunes comprenait, jusqu'en 2011, sept départements, subdivisés en sous-préfectures : 
1. Abidjan
2. Alépé
  - Danguira
  - Aboisso-Comoé
3. Dabou
  - Lopou
  - Toupah
4. Grand-Lahou
  - Ebobou
  - Ahouanou
  - Bacanda
5. Jacqueville
6. Tiassalé
  - Morokro
  - Binao-Boussoué
7. Sikensi
  - Gomon